# Oso polar (película)
Oso polar es una película de drama psicológico mexicana de 2017, dirigida y escrita por Marcelo Tobar. Está protagonizada por Humberto Busto, Verónica Toussaint y Cristian Magaloni. La trama gira en torno a un grupo de tres amigos de la infancia que se reúnen para asistir a una reunión escolar de la primaria, mientras rememoran viejos recuerdos. El filme da una perspectiva de como el acoso escolar puede llegar a afectar a una persona no solo emocionalmente, sino también a nivel mental.
Filmada exclusivamente con teléfonos celulares, ganó tres premios en diferentes categorías, incluidas mejor largometraje mexicano, y mejor actriz para Verónica Toussaint.   

## Argumento
La película inicia con la grabación de una convivencia entre amigos. Luego de presentar el título «oso polar», se ve a un hombre lavando su automóvil y al mismo tiempo se muestran fotografías de varios niños en una escuela. Luego se presenta a Heriberto y Trujillo, dos amigos de la infancia que quedaron de verse para asistir a una reunión escolar de la primaria. Heriberto muestra cierta timidez al reencontrarse con Trujillo, quien tiene un comportamiento un tanto explosivo hacia él. Trujillo le comenta que Flor Pastrana, otra vieja amiga, también asistirá a la reunión y le pide que vayan a recogerla. Entre tanto, Heriberto le cuenta que anteriormente había estado recluido en un seminario, cultivando fresas y viviendo en Guerrero, pero su amigo reacciona indiferente a sus relatos y lo ignora cuando él le pregunta que ha sido de su vida. En cortes al pasado, se ven algunas de las grabaciones que Heriberto hizo en su tiempo alejado de la ciudad. Finalmente se introduce a Flor, una madre soltera que ocupa todo su tiempo para cuidar de sus hijos, que además vive con su mamá, una señora de carácter difícil. 
Cuando los tres amigos finalmente se reúnen, Heriberto les propone ir a tomarse una fotografía a un viejo parque donde fue feliz con ellos, aunque a ninguno de los dos les llama la atención la idea y le piden solo ir a la reunión. Hacen una parada para comprar algunas bebidas alcohólicas, y Flor entra a una vinatería donde se comporta de forma déspota y grosera cuando un empleado le ofrece sus productos. Ella lo evade y le pide a otro trabajador que le venda alcohol, pero este le comenta que no puede porque su gerente no se lo permite. En ese momento se entera de que el administrador del lugar es el primer hombre al que trato mal. Ambos tienen un altercado verbal hasta que el gerente decide sacarla, no sin antes insultarlo llamándolo «pinche indio». Luego de esto, una Flor alterada le propone a Trujillo y a Heriberto irse en un taxi para llegar más rápido, luego de que el automóvil de este último se averiara. Heriberto declina porque debe esperar a que su coche vuelva a funcionar, pero anima a Flor y a Trujillo a irse diciéndoles que una vez que su auto arranque él los alcanzara. Como Flor y Trujillo no encuentran un medio de transporte que los lleve a su destino, deciden volver con Heriberto, a quien ven empujando su coche descompuesto. 
Los tres amigos se ponen a platicar en espera a que el coche vuelva a arrancar, tomando ese tiempo para rememorar viejas historias un tanto crudas de su infancia, en las que en su mayoría Heriberto terminaba siendo insultado. De esta manera se da a conocer que era víctima de acoso escolar por sus dos supuestos amigos y por varios de sus antiguos compañeros de escuela. A la par, en las viejas grabaciones de Heriberto se muestra un amorío que tuvo con Raúl, un muchacho del seminario al que asistía. De vuelta en el presente, Flor y Heriberto tienen una plática agría sobre una vieja historia de infancia que les provoca un pequeño desentendido. Nuevamente en sus recuerdos, se ve a Raúl contándole que soñó con Dios, y en su sueño este le dio la oportunidad de eliminar a toda la gente mala que sobraba en la tierra. Otra vez en la actualidad, los tres amigos continúan su viaje y hacen otra parada para que Flor pueda ir al baño. En eso Heriberto y Trujillo tienen una conversación, donde este último le confiesa que le hubiese gustado casarse con Flor, pero por azares de la vida no pudo porque ella se fue con un excompañero de escuela llamado Luis Andrés. Cuando Flor vuelve, le dice a Heriberto que le tiene una sorpresa y se lo lleva a una casa donde se encuentran realizando una fiesta clandestina. Flor les dice que están celebrando la «graduación» de Heriberto y lo introduce al grupo. En un acto de venganza por la conversación que tuvieron, Flor le dice que le perdona lo que le hizo, pero lo ignora cuando esté le dice que quiere irse. Ante esto, Heriberto intenta marcharse, pero no se lo permiten. La fiesta se torna bastante tediosa para él, siendo ridiculizado y humillado mientras Flor y Trujillo se desconectan de la realidad, uniéndose al festejo alcoholizándose y drogándose. 
Ya de noche, los tres se van en el coche de Heriberto. Trujillo se queda dormido, y por su parte, Flor le dice a Heriberto que no puede ir a su casa en el estado alcoholizado en que se encuentra, a lo que Heriberto le contesta simplemente diciendo «bueno». En un ataque psicótico, Heriberto encierra a Flor y a Trujillo en su coche dentro del garaje de su casa para asfixiarlos con el monóxido de carbono del carro. Flor despierta preguntando qué hace, pero él no le contesta. Creyéndose que ambos murieron, Heriberto es visto conduciendo su coche para asistir a la reunión escolar. En tanto, tiene un colapso mental provocado por los eventos de ese día. En una parada de semáforo, un tragafuegos le pide dinero, a lo que él le responde dándole el teléfono que usaba para grabar momentos de su vida, y el abrigo de Flor, el cual la madre de esta última le había pedido cuidar. 
Cuando Heriberto llega a la fiesta, se reencuentra con Luis Andrés, otro de sus principales acosadores escolares. Perturbado y con un instinto asesino, le pide hablar a solas con él, con la finalidad de apuñalarlo con una navaja que esconde detrás de su espalda. Luis Andrés le pide perdón por todas sus acciones del pasado y le da un abrazo y un beso en señal de amistad. Tras esto, Heriberto desiste de sus acciones y se muestra como termina sangrándose las manos por empuñar la navaja con gran fuerza. Andrés le pregunta que era lo que quería hablar con él y simplemente le responde que «ya nada». Luis vuelve a la fiesta y Heriberto lo observa abrir una puerta, en la que sus visiones psicóticas lo hacen verlo cuando era un niño, y en ese presente donde ya es un adulto. Mentalmente afectado por sus acciones, sale huyendo de la fiesta. Al final se presentan varias grabaciones de la vida de Flor y Trujillo, y Heriberto es mostrado corriendo por la calle y subiendo a su coche.

## Reparto
- Humberto Busto como Heriberto[4]
- Verónica Toussaint como Flor Pastrana[4]
- Cristian Magaloni como Trujillo[5]
- Fernando Álvarez Rebeil como Luis Andrés[4]
- Harold Torres como seminarista Raúl[4]
- Luis Alberti como gerente de vinatería[4]
- Francisco Bahena Fonseca como Dave, empleado de vinatería[6]
- Marcelo Tobar como cura[5]
- Lilia Mendoza como Marlen, la niñera del hijo de Flor[5]
- Nicole de Albornoz como hija de Flor[6]
- Marcelo Cerón como chico en fiesta clandestina[6]

### Sin acreditar
- Alexandra Dunnet como chica en fiesta[6]

## Producción

### Desarrollo
Como el Gobierno de México y la secretaría de cultura no apoyaron al proyecto, se buscó su financiamiento a través del sitio web Fondeadora, donde se recolectó alrededor de 200,000 pesos para su producción, rebasando la meta de 175,000 pesos. El costo total de su rodaje fue de 350 mil pesos, 250 mil conseguidos en Fondeadora, y el resto de fondos públicos.

### Rodaje
El rodaje se llevó a cabo en locaciones de la Ciudad de México. Fue filmada en su totalidad con teléfonos celulares, incluidos un iPhone 4s, un iPhone 5s, y un antiguo modelo de un teléfono de marca Nokia.

## Estreno
Oso polar se proyecto por primera vez el 28 de octubre de 2017 en el Festival Internacional de Cine de Morelia, donde ganó el premio a mejor largometraje mexicano. El 10 de noviembre del mismo año, fue estrenada en cines de México.

## Recepción

### Premios
| Premio                                                           | Fecha de ceremonia    | Categoría                   | Nominados          | Resultado | Ref(s) |
| ---------------------------------------------------------------- | --------------------- | --------------------------- | ------------------ | --------- | ------ |
| Festival Internacional de Cine de Morelia (decimoquinta edición) | 28 de octubre de 2017 | Mejor largometraje mexicano | Oso polar          | Ganadora  | [ 14 ] |
| LX edición de los Premios Ariel                                  | 5 de junio de 2018    | Mejor coactuación femenina  | Verónica Toussaint | Ganadora  | [ 15 ] |
| Festival Internacional de Cine de Hermosillo                     | 2018                  | Mejor actriz                | Verónica Toussaint | Ganadora  | [ 16 ] |